# Dịch kẽ
Dịch kẽ là dịch nằm trong khoảng kẽ giữa các tế bào.

## Thành phần
- Protein dịch kẽ
- Các chất béo được hấp thu

## Chức năng
- Cung cấp Oxi cho tế bào
- Cung cấp chất dinh dưỡng cho tế bào
- Mang các sản phẩm chuyển hoá đến da

## Tạo thành
Sự tạo thành dịch kẽ xảy ra ở phần mao động mạch: tại đầu mao động mạch
- Áp suất thủy tĩnh mao mạch (Pc) là 30mmHg
- Áp suất keo của máu (πc) là 28 mmHg
- Áp suất âm thủy tĩnh của dịch kẽ (Pi) có giá trị tuyệt đối là 3mmHg
- Áp keo của dịch kẽ (πi) là 8mmHg.
- K là hệ số lọc của mao mạch 0,08-0,015 ml/ph/100mmHg 100g mô

Tổng hợp các áp suất sẽ tạo ra lực đẩy dịch từ mao mạch vào khoảng kẽ là = k(Pc+πi)-(Pi+pic)
Áp lực lọc ở đầu mao động mạch là 5mmHg, áp lực lọc ở mao tĩnh mạch là -12mmHg. Do đó ở đầu mao động mạch dịch sẽ đi từ máu vào mô và tương tự ở mao tĩnh mạch thì ngược lại.
Sự tái hấp thu dịch trở lại huyết tương xảy ra ở phần mao tĩnh mạch: Ở đầu mao mạch tiếp giáp với tiểu tĩnh mạch những áp suất sau kéo dịch trở lại lòng mạch là "áp suất keo của máu"